# (32758) 1981 ES18
1981 ES18 (asteroide 32758) é um asteroide da cintura principal. Possui uma excentricidade de 0.18663660 e uma inclinação de 1.96876º.
Este asteroide foi descoberto no dia 2 de março de 1981 por Schelte J. Bus em Siding Spring.